# Bechtheimer Kanal
Der Bechtheimer Kanal (auch Wedelbach) ist ein etwa 30 km langes Bachsystem im östlichen Rheinhessen. Er entsteht als Teichgraben aus den Gräben rund um Dittelsheim-Heßloch. Von dort aus fließt er in östliche Richtung nach Alsheim. Kurz vor Alsheim passiert er die Weißmühle und tritt dann in den Oberrheingraben ein. Ab hier hat das Gewässer ein geringeres Gefälle, fließt dadurch langsamer und ist deswegen auch breiter. Ab Alsheim heißt das Gewässer nun Bechtheimer Kanal (obwohl es zumindest heute keine Gewässerverbindung mehr nach Bechtheim gibt) und fließt in nördliche Richtung nach Guntersblum. Hinter Guntersblum knickt der Bechtheimer Kanal in nordöstliche Richtung ab in Richtung zum Rhein. Gegenüber dem Naturschutzgebiet Kühkopf wird das Wasser des Bechtheimer Kanals über das Guntersblumer Pumpwerk in den Rhein geleitet.
Bei Rheinhochwasser wurde das Wasser des Kanals im Oberrheingraben häufig zurückgestaut und es kam zu Überschwemmungen im Hinterland. Auch wurde der Kanal oft als Abwassergraben genutzt.
Das Gewässer wurde erstmals 1586 als Wedelgraben schriftlich erwähnt. Das mittelhochdeutsche Wort *wedel bedeutet „durchwatbare Stelle“.
Seit 2007 sind der Bechtheimer Kanal und sein Einzugsgebiet von einem Projekt zur Rückverlegung der Deichlinie betroffen. Ziel der Maßnahme ist eine Ausweitung der Hochwasserrückhalteflächen des Rheins um 188 Hektar mit einem Rückhaltevolumen von etwa 6,9 Millionen Kubikmetern bei einem 200-jährlichen Hochwasser.